# 13 brumaire
13 vendémiaire 13 frimaire
Le tridi 13 brumaire, officiellement dénommé jour du topinambour, est le 43e jour de l'année du calendrier républicain.
C'était généralement le 3e jour du mois de novembre dans le calendrier grégorien.